# Nova escola atenenca
La Nova escola atenenca es refereix al període escèptic de l'antic Platonisme, que s'estén des del 266 aC, quan Arcesilau esdevingué cap de l'Acadèmia de Plató, fins al 90 aC, quan Antíoc d'Ascaló va rebutjar l'escepticisme, tot i que filòsofs individuals, com Favorí i el seu mestre Plutarc van seguir defensant l'escepticisme acadèmic després d'aquesta data. A diferència de l'escola escèptica existent, els pirronistes, creien que el coneixement del món és impossible tot i no dubtar de l'existència de la veritat en si. Pensaven que les idees mai no són veritat; tanmateix, hi ha graus de probabilitat i, per tant, graus de creença, que permeten que hom actuï. L'escola es caracteritzava pels seus atacs als estoics i per la seva creença en impressions convincents que porten al coneixement verdader. Els escèptics acadèmics més importants foren Arcesilau, Carnèades i Filó de Larissa.